# Lobelia lasiocalycina
Lobelia lasiocalycina är en klockväxtart som beskrevs av Franz Elfried Wimmer. Lobelia lasiocalycina ingår i släktet lobelior, och familjen klockväxter. Inga underarter finns listade i Catalogue of Life.